# 딩청구

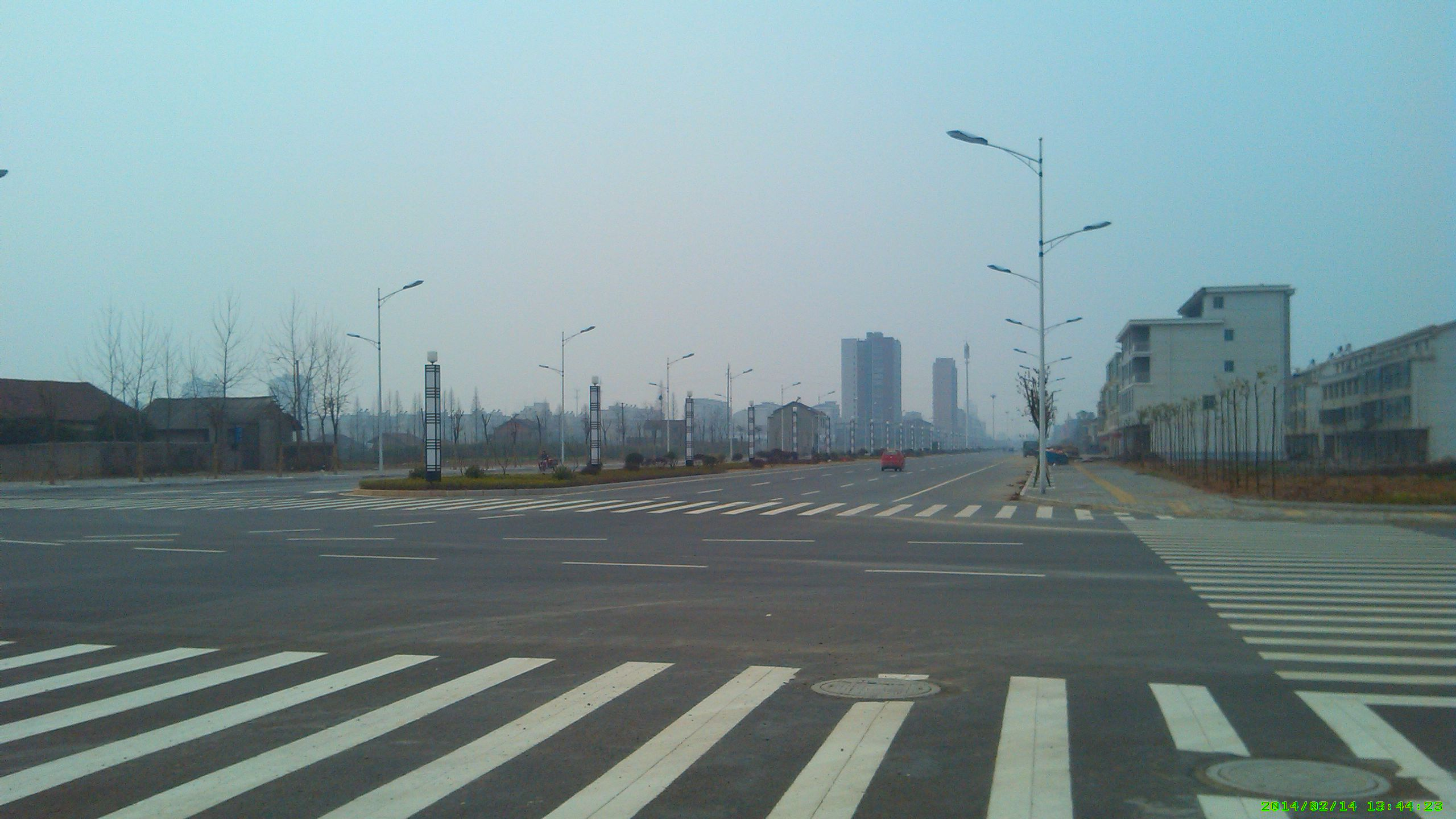

딩청구(한국어: 정성구, 중국어: 鼎城区, 병음: Dǐngchēng Qū)는 중화인민공화국 후난성 창더 시의 현급 행정구역이다. 넓이는 2451 km2이고, 인구는 2007년 기준으로 920,000명이다.

## 행정 구역
23개 진, 9개 향, 1개 민족향을 관할한다.
- 진: 武陵镇, 蒿子港镇, 中河口镇, 十美堂镇, 牛鼻滩镇, 韩公渡镇, 石公桥镇, 镇德桥镇, 周家店镇, 大龙站镇, 双桥坪镇, 灌溪镇, 蔡家岗镇, 斗姆湖镇, 草坪镇, 石门桥镇, 谢家铺镇, 黄土店镇, 尧天坪镇, 港二口镇, 雷公庙镇, 石板滩镇, 祝丰镇.
- 향: 黄珠洲乡, 黑山嘴乡, 长岭岗乡, 丁家港乡, 钱家坪乡, 唐家铺乡, 沧山乡, 长茅岭乡, 逆江坪乡.
- 민족향: 许家桥回族维吾尔族乡